# 花蓮県
花蓮県（ホワリエンけん/かれんけん）は、台湾省の東部に位置する県。県政府所在地は花蓮市。

## 地理
花蓮県は台湾東部中央に位置し、南北137.5km、東西約43kmで、西は台湾中央山脈、東は太平洋に面している。
面積としては同県が台湾最大だが、大部分は山岳地帯であるため平地は7%に過ぎない。人口の大部分もこの平地に集中している。地理学上は沖積扇地形が形成されており、この地域は花東縦谷と称されている。
東岸の海岸山脈は400万年前という比較的新しい時代に形成されている。標高は高くなく、海岸山脈の最高標高は1,682mである。これに対して西側の中央山脈では3,000m以上の山脈が続き、南湖大山、奇萊主山、秀姑巒山など台湾島を代表する山岳が連なっている。
東海岸の総延長は124km、多くは海に河川が流れ出た影響で侵食を受けており、景観地点として有名である。特に有名なのは平渓南側の清水断崖であり、1,000m以上を誇るその高さは蘇花公路での最大の景観地となっているが落石による災害も頻発している。

### 行政区画
| 区分 | 数 | 名称                                                                                             |
| ---- | -- | ------------------------------------------------------------------------------------------------ |
| 市   | 1  | 花蓮市                                                                                           |
| 鎮   | 2  | 鳳林鎮 \| 玉里鎮                                                                                 |
| 郷   | 10 | 新城郷 \| 吉安郷 \| 寿豊郷 \| 光復郷 \| 豊浜郷 \| 瑞穂郷 \| 富里郷 \| 秀林郷 \| 卓渓郷 \| 万栄郷 |

## 歴史
もとは、原住民族であるアミ族、サキザヤ族、タロコ族などの居住する土地であった。
花蓮は元来「キライ（奇莱）」と称されていたが、この「キライ」は、サキザヤ族の地名である。
『花蓮県志』によれば、1622年にスペイン人が来航して砂金の採取を行い、多羅満と呼んでいたとある。
花蓮港は流れが速いことから「洄瀾港」と呼ばれ、それが清代に「花蓮港」と呼ばれるようになった。
漢人が初めて入植したのは1851年であるが、当時は台湾東部への交通は海路に限られており、日本統治時代の1932年に臨海道路（現・蘇花公路）が開通するまで改善されなかった。
日本統治時代は、5州3庁の一つである花蓮港庁が置かれ、吉野村などの移民村で多くの日本人移民が暮らしていた。
1945年、中華民国の台湾接収に伴い花蓮県が設置され、現在に至る。

## 原住民族との関わり
この地は、現在、漢人（河洛人・客家人など）が多数派ではあるものの、原住民族の人口が全体の約4分の1を占めている。
アミ族、サキザヤ族、タロコ族、セデック族、クバラン族、ブヌン族などが住んでいる。

## 政治

### 行政

#### 県長
歴代県長

## 対外関係

### 姉妹自治体･提携自治体
- シュタルンベルク郡（ドイツ連邦共和国 バイエルン州）
- 堤川市（大韓民国 忠清北道）

## 教育

### 大学
- 慈済大学
- 国立東華大学

### 技術学院
高中・高職以下の教育機関は下部行政区域の項目を参照。

## 交通
- 鉄道：北廻線、台東線
- 航空：花蓮空港
- 道路：台8線（中部横貫公路）、台9線（蘇花公路、花東公路）、台11線（海岸公路）、 台14線、台16線、台18線、台23線

## ギャラリー

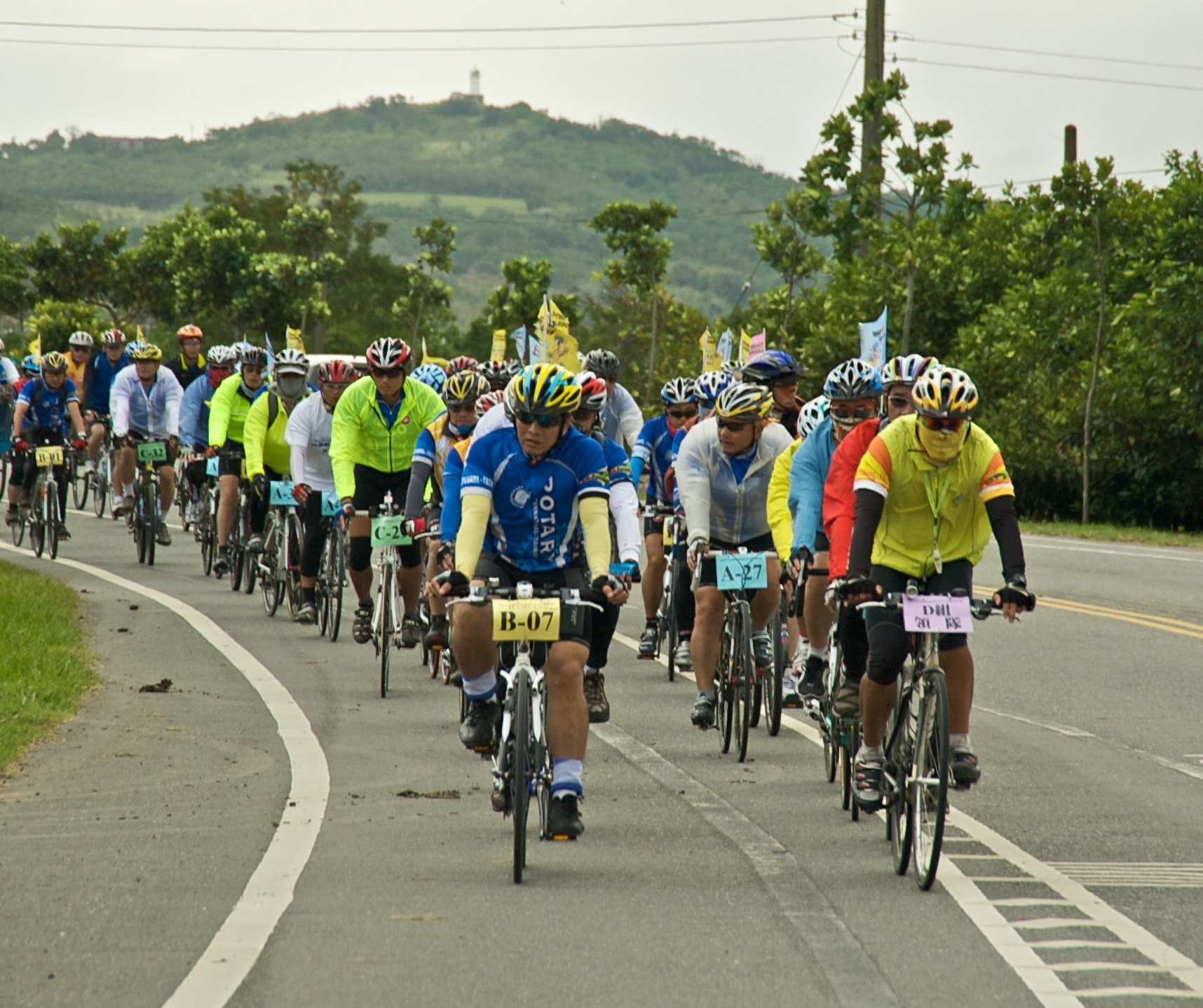
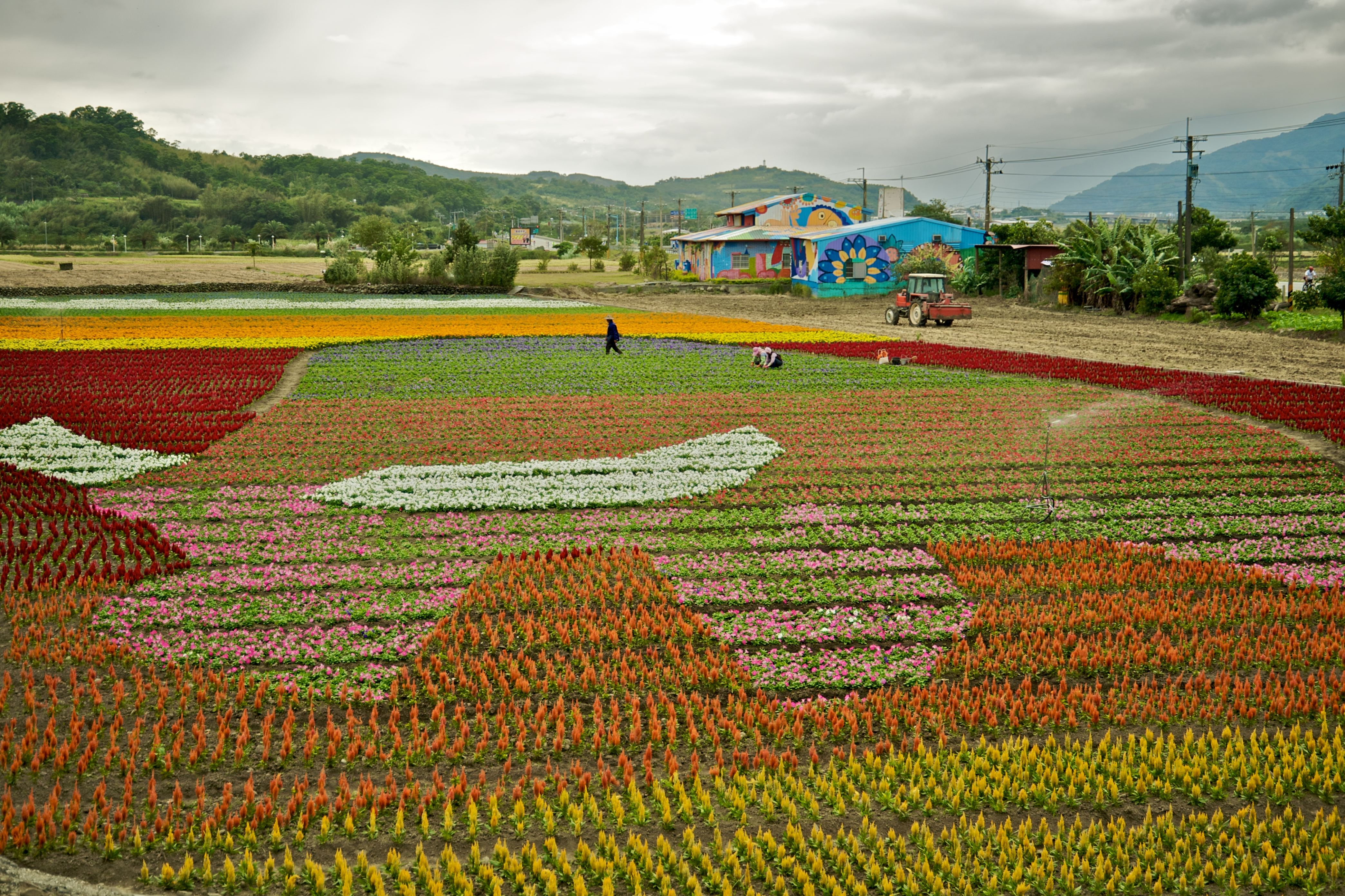
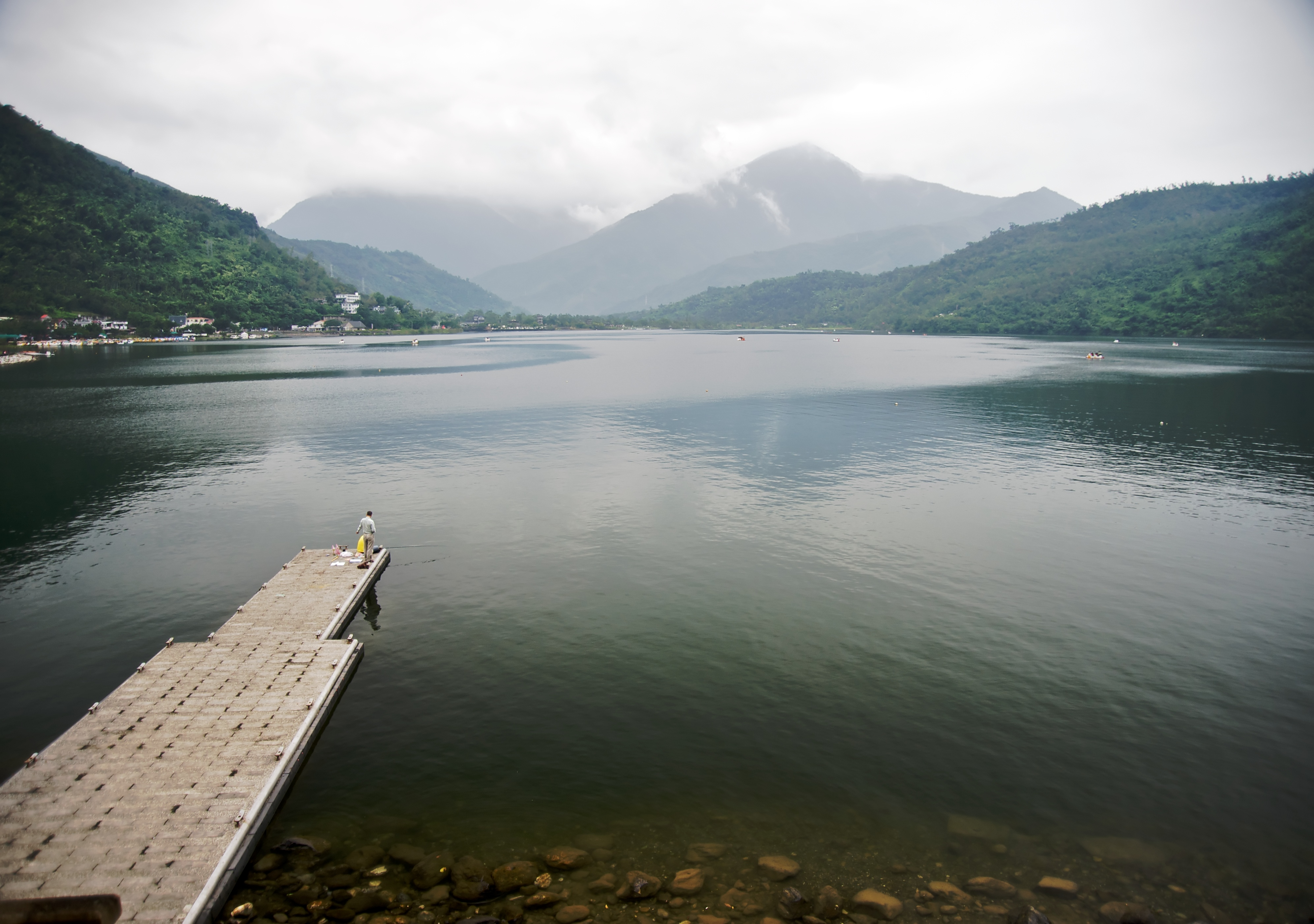
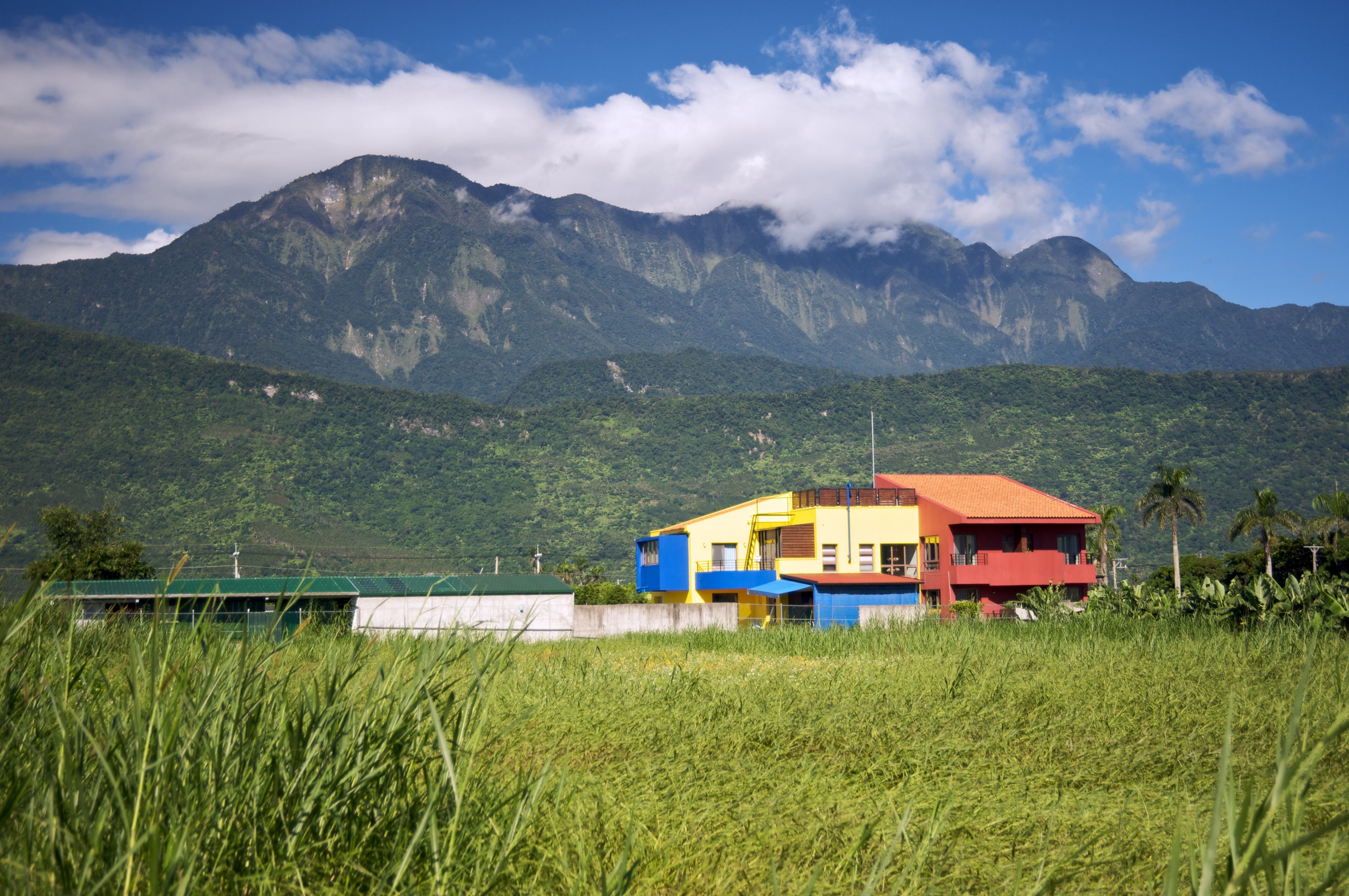
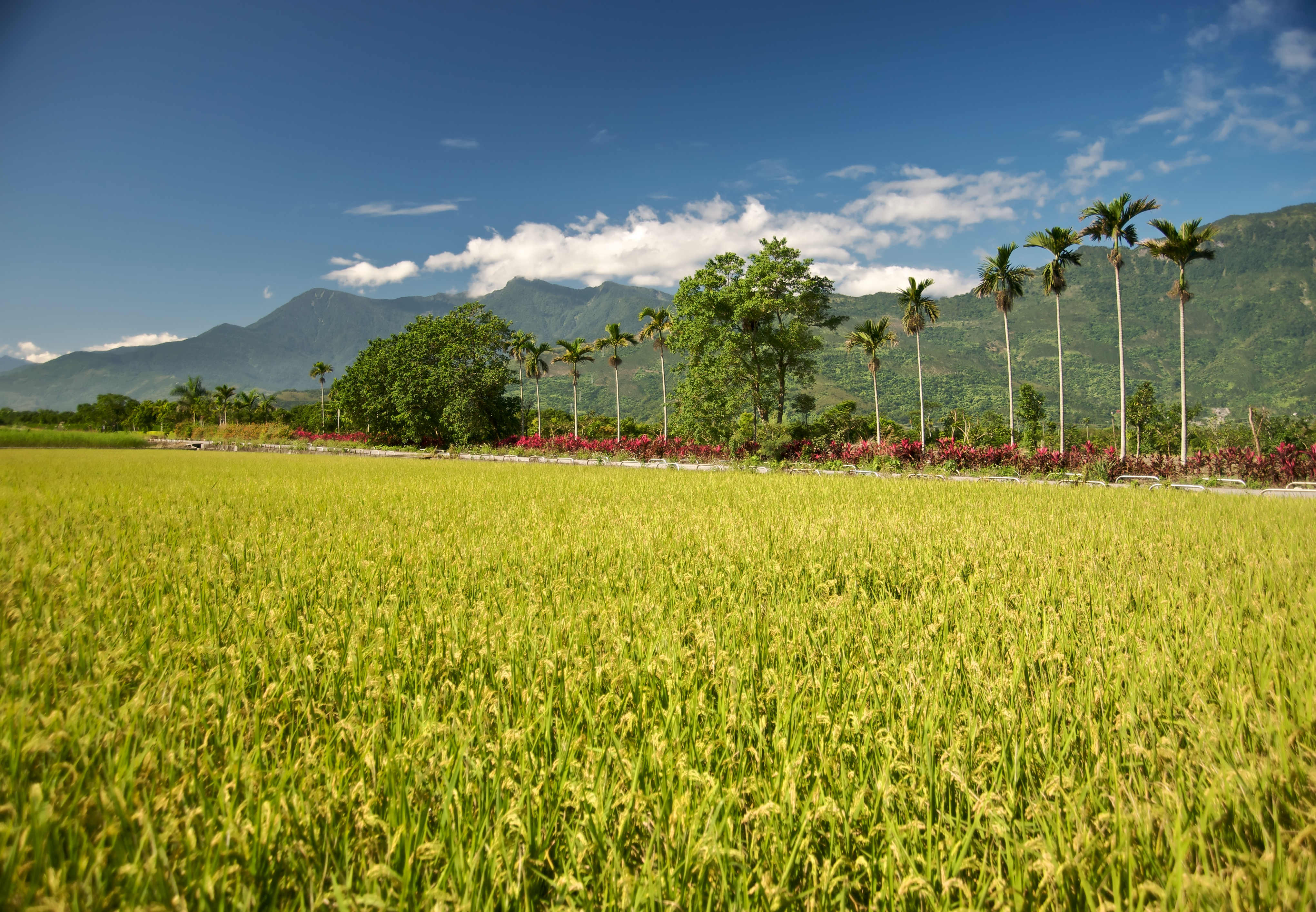
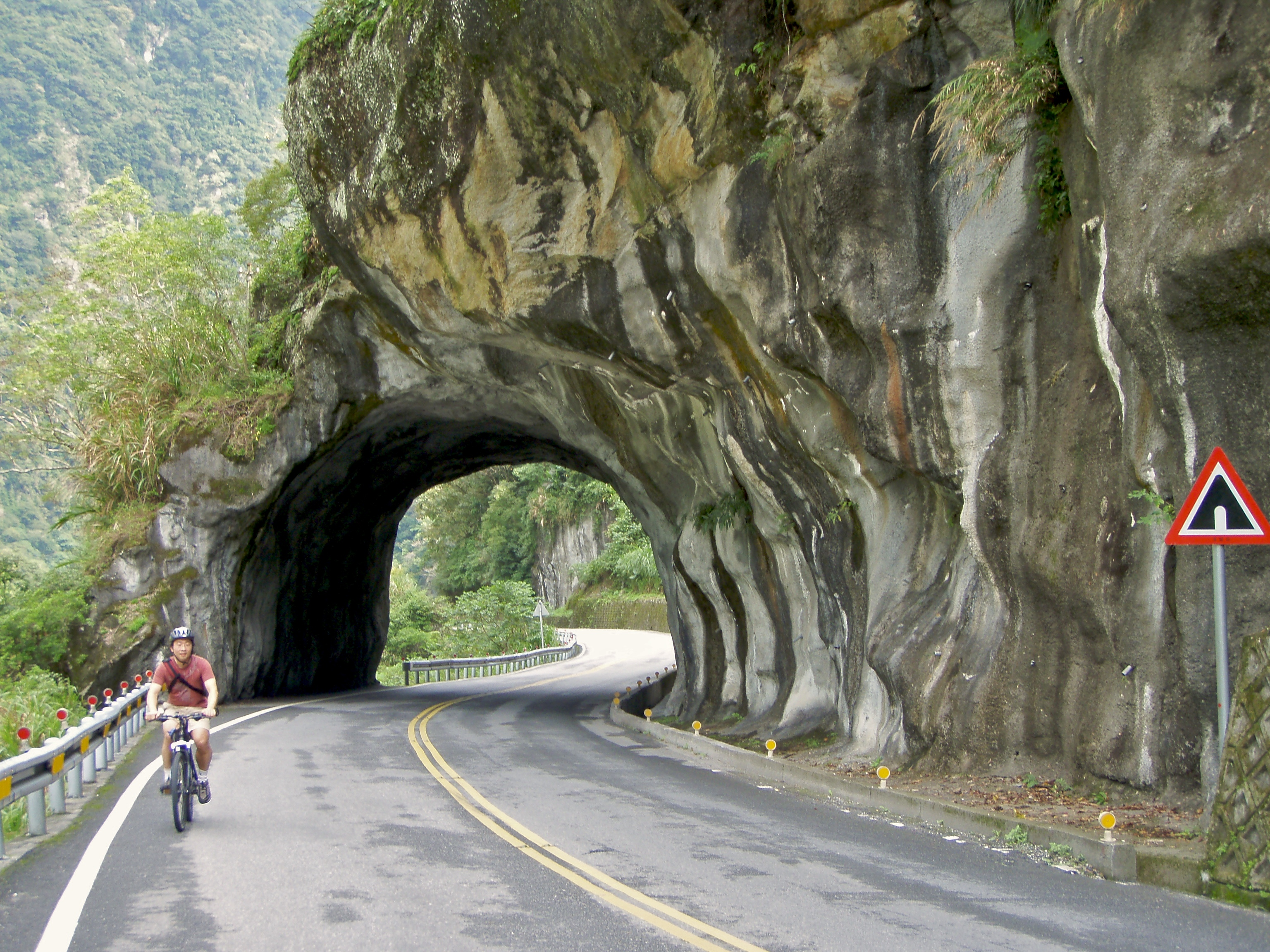
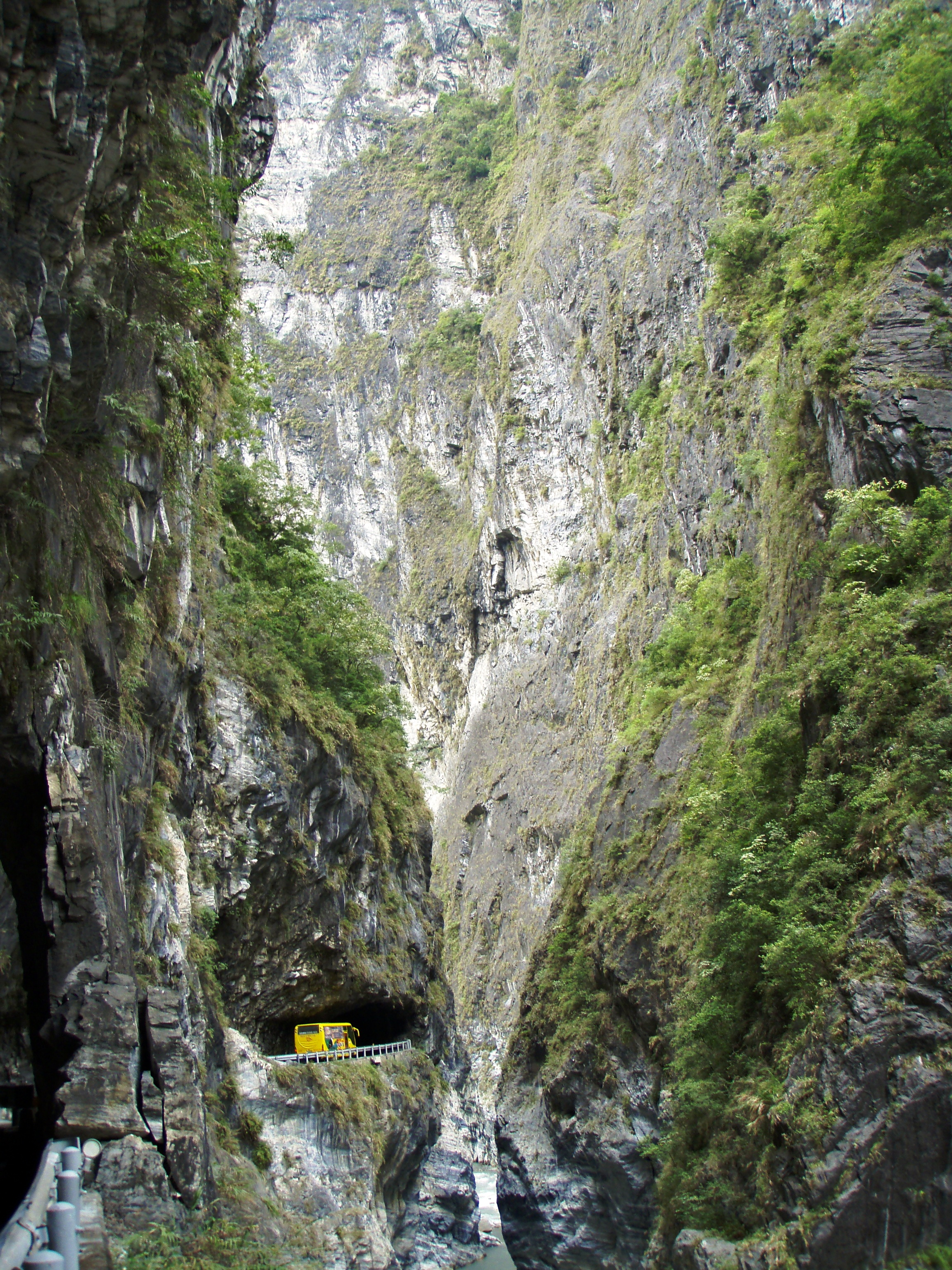
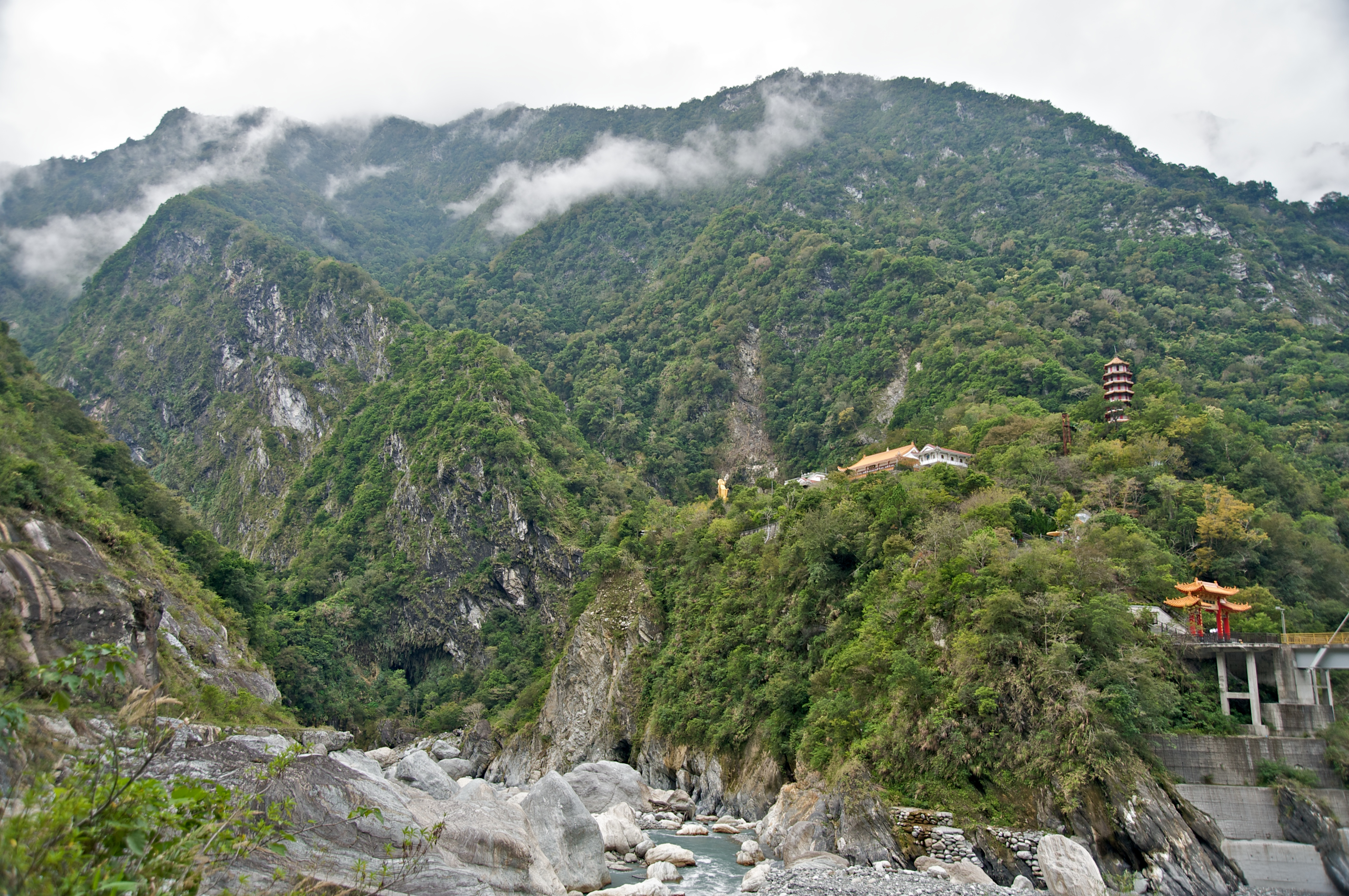
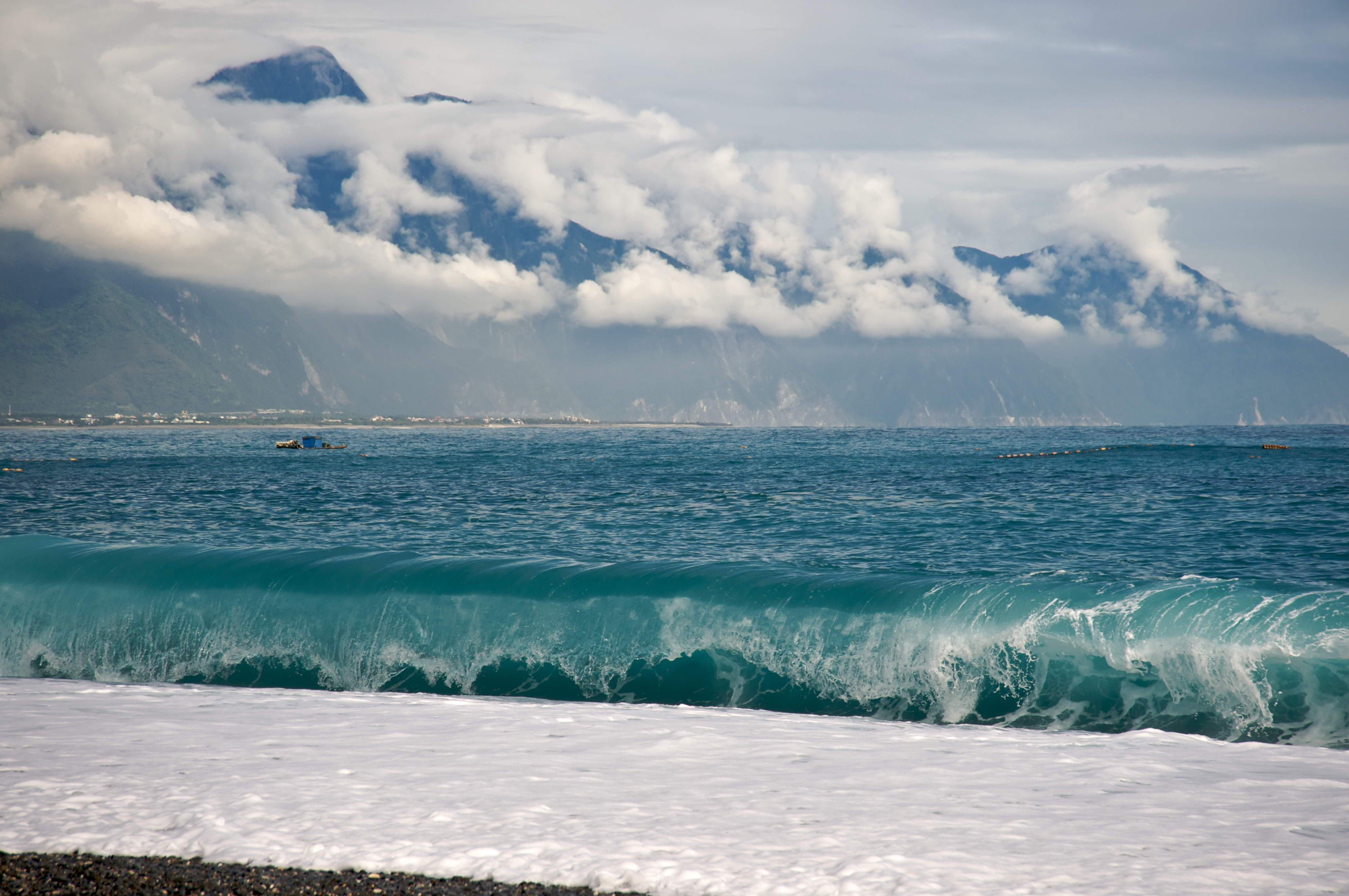
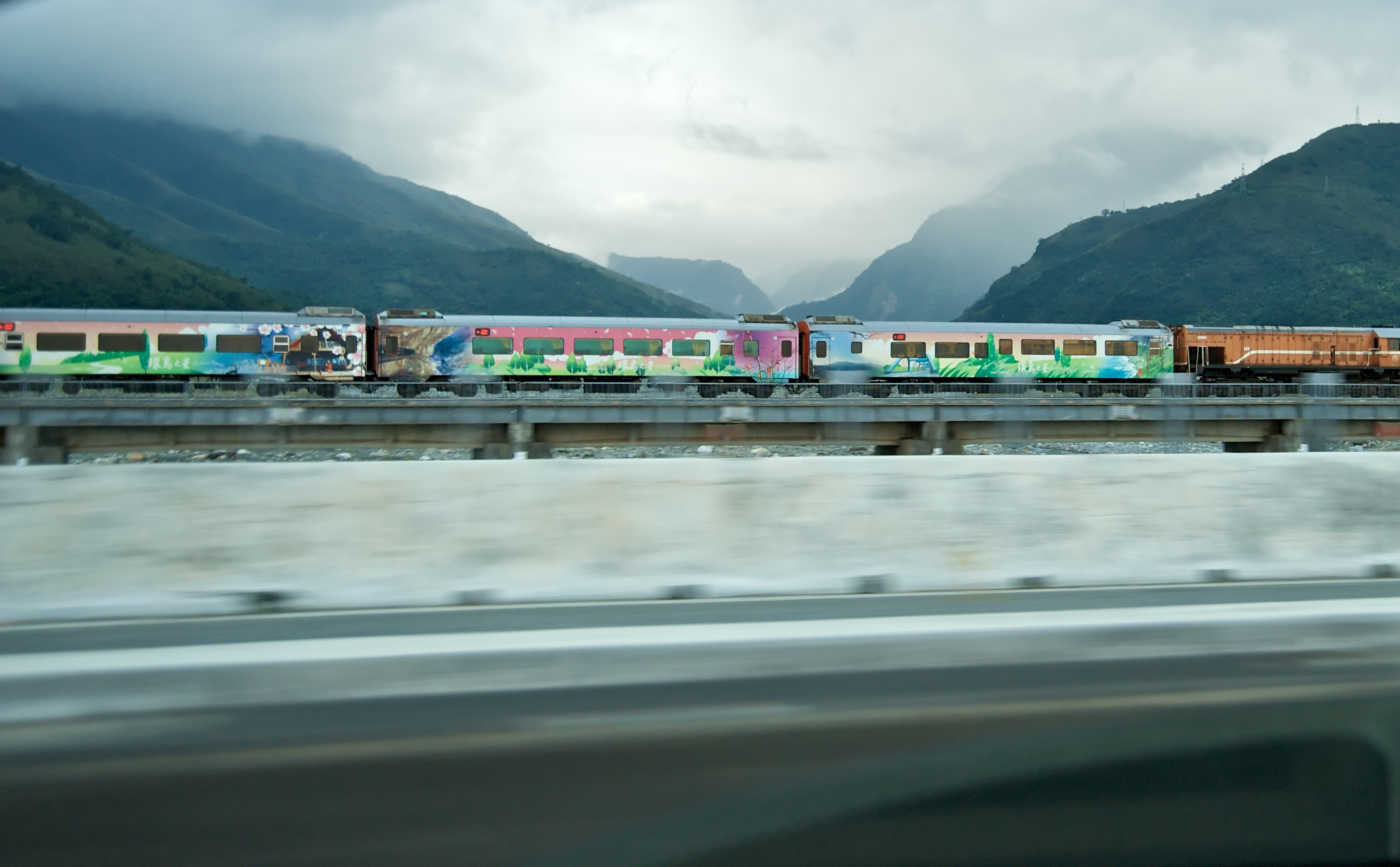
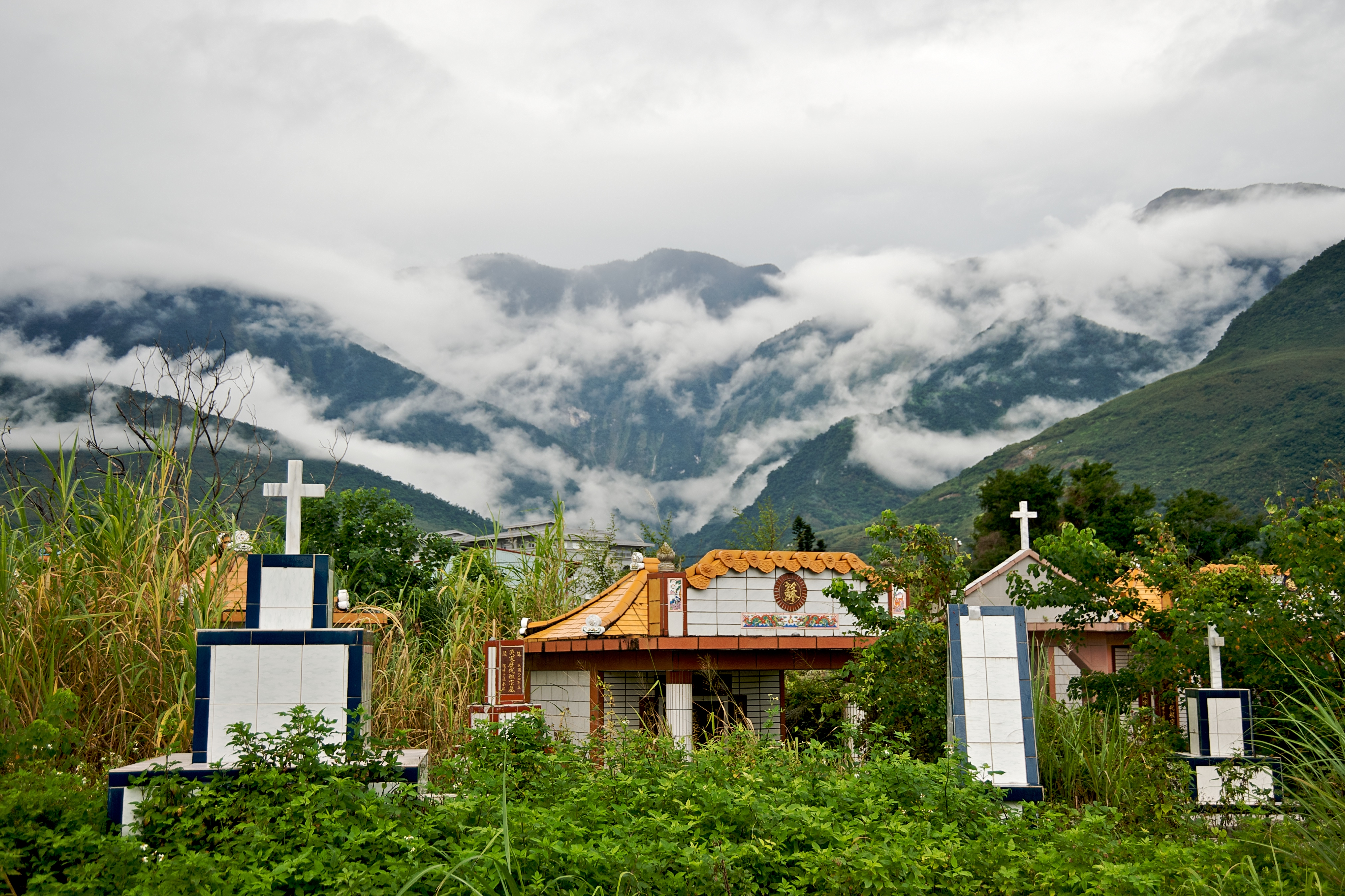

## 観光
太魯閣渓谷
立霧渓沿いに位置し、大理石が浸食された渓谷。断崖絶壁が約20kmにかけて続く。日本統治時代から景勝地として知られ、1934年には次高タロコ国立公園として日本の国立公園に指定され、現在は太魯閣国家公園に指定されている。タクシーをチャーターするか、定期観光バスを利用すると良い。
鯉魚潭（リーユイタン）
花蓮市から18km西南側、東虎子山の下に位置し、鯉の形をした鯉魚山の麓にある湖。その美景から「東部の日月潭」とも言われる。花東公路の途中にある天然湖で、ボートや釣りが楽しめるほか、近くに森林浴自然公園もある。面積は約20ヘクタール。潭は山の側に位置する。湖畔には謝緯記念青年営が建てられ、キャンプもできるほかにキリスト教宿泊処もあり、付近に花や木も植えられている。
鉄道文化園区
日本統治時代に建てられた旧花蓮駅周辺が整備され、花蓮鉄道文化園区として公開されている。
吉安慶修院
日本人の初の移民村である吉安郷に1917年に建てられた高野山真言宗吉野布教所が市の史跡に指定され、修復・公開されている。
阿美文化村
アミ族に関する施設。